# Senza Una Donna
Senza Una Donna (Without a Woman) är en sång skriven av Zucchero 1987. Duett inspelad tillsammans med den engelske sångaren Paul Young. Melodin blev en stor internationell hit och en av de låtar som båda artisterna kan kalla en av sina största framgångar.